# 4.º Poder
4º Poder foi um jornal brasileiro publicado em Goiânia, no estado de Goiás, e que pertenceu a Universidade Federal de Goiás (UFG).
Fundado no início da UFG com o surgimento da Imprensa Universitária em 1962, tinha o objetivo de trazer análises e debates sobre o cotidiano com material noticioso produzido pela própria universidade. O jornal era comercializado em Goiânia, e tinha periodicidade mensal.
O jornal foi uma das principais justificativas de intervenção dos militares na UFG durante o Golpe de Estado no Brasil em 1964. O reitor da universidade, Colemar Natal e Silva, foi exonerado e acusado de ser "subversivo". Após um inquérito promovido pelos militares, o Quarto Poder foi encerrado, com a acusação de ser uma publicação "comunista".
Por não ter sido conservado, parte das edições do Quarto Poder foram perdidas. Um volume de exemplares foi encontrado, durante a década de 1980, no Instituto de Ciências Biológicas (ICB) pela professora Célia Maria Ribeiro. As edições recentes pertencem, atualmente, ao Arquivo Histórico Estadual de Goiás.
Em 2022 e 2023, a Reitoria da UFG promoveu a mostra Jornal 4º Poder 60 Anos, que exibiu exemplares do jornal para o público.